# Defence Force SC
El Defence Force Sport Club, también llamado Mekelakeya, es un club de fútbol de Etiopía de la ciudad de Addis Abeba. Fue fundado en 1998 y juega en la Liga etíope de fútbol.

## Historia
Es el equipo sucesor del desaparecido Army SC y posteriormente Mechal SC, el cual fue campeón de liga 11 veces y campeón de copa en 10 ocasiones hasta su desaparición.

## Palmarés
Incluye títulos de Army SC y Mechal SC.
- Liga etíope de fútbol: 11

1949, 1951, 1952, 1953, 1954, 1956, 1976, 1982, 1984, 1988, 1989
- Copa de Etiopía: 14[3]

1946, 1949, 1950, 1951, 1954, 1955, 1956, 1975, 1982, 1990, 2006, 2013, 2015, 2018

## Participación en competiciones de la CAF
| Temporada | Torneo                       | Ronda      | Club                 | Casa | Visita | Global |
| --------- | ---------------------------- | ---------- | -------------------- | ---- | ------ | ------ |
| 2007      | Copa Confederación de la CAF | Preliminar | Notwane FC           | 1-0  | 1-1    | 2-1    |
| 2007      | Copa Confederación de la CAF | 1          | ATRACO FC            | 1-0  | 0-2    | 1-2    |
| 2014      | Copa Confederación de la CAF | Preliminar | AFC Leopards         | 1-2  | 0-2    | 1-4    |
| 2016      | Copa Confederación de la CAF | Preliminar | Misr El-Makasa       | 1-3  | 0-3    | 1-6    |
| 2017      | Copa Confederación de la CAF | Preliminar | Young Sports Academy | 1-0  | 0-2    | 1-2    |
| 2018/19   | Copa Confederación de la CAF | Preliminar | Enugu Rangers        | 1-3  | 0-2    | 1-5    |